# Nuoto ai campionati europei di nuoto 2014 - 100 metri dorso femminili
La gara dei 100 metri dorso femminili degli Europei 2014 si è svolta il 20-21 agosto. Le qualifiche per la semifinale si sono svolte la mattina del 20 agosto 2014, mentre la semifinale si è svolta la sera dello stesso giorno. La finale, invece, si è svolta la sera del 21 agosto 2014.

## Medaglie
| Posizione | Atleta         | Paese       |
| --------- | -------------- | ----------- |
| Oro       | Katinka Hosszú | Ungheria    |
| Oro       | Mie Nielsen    | Danimarca   |
| Bronzo    | Georgia Davies | Regno Unito |

## Record
Prima della manifestazione il record del mondo (RM), il record europeo (EU) e il record dei campionati (RC) erano i seguenti.
| Record mondiale       | 58"12 | Gemma Spofforth Regno Unito | 28 luglio 2009 Roma, Italia          |
| Record europeo        | 58"12 | Gemma Spofforth Regno Unito | 28 luglio 2009 Roma, Italia          |
| Record dei campionati | 59"41 | Anastasia Zuyeva Russia     | 21 marzo 2008 Eindhoven, Paesi Bassi |

Durante la competizione non sono stati migliorati record.

## Risultati

### Batterie
| Pos. | Batteria | Corsia | Atleta                  | Nazionalità          | Tempo   | Note |
| ---- | -------- | ------ | ----------------------- | -------------------- | ------- | ---- |
| 1    | 4        | 4      | Katinka Hosszú          | Ungheria             | 1'00"08 | Q    |
| 2    | 5        | 4      | Mie Nielsen             | Danimarca            | 1'00"13 | Q    |
| 3    | 3        | 4      | Georgia Davies          | Regno Unito          | 1'00"32 | Q    |
| 4    | 3        | 5      | Daryna Zevina           | Ucraina              | 1'00"80 | Q    |
| 5    | 3        | 3      | Carlotta Zofkova        | Italia               | 1'00"83 | Q    |
| 6    | 5        | 3      | Elizabeth Simmonds      | Regno Unito          | 1'00"92 | Q    |
| 7    | 4        | 5      | Simona Baumrtová        | Rep. Ceca            | 1'00"98 | Q    |
| 8    | 5        | 7      | Ida Lindborg            | Svezia               | 1'01"14 | Q    |
| 9    | 5        | 5      | Daria Ustinova          | Russia               | 1'01"24 | Q    |
| 10   | 4        | 3      | Arianna Barbieri        | Italia               | 1'01"40 | Q    |
| 11   | 5        | 6      | Jenny Mensing           | Germania             | 1'01"52 | Q    |
| 12   | 4        | 6      | Duane Da Rocha          | Spagna               | 1'01"59 | Q    |
| 13   | 5        | 2      | Lisa Graf               | Germania             | 1'01"67 | Q    |
| 14   | 4        | 1      | Mimosa Jallow           | Finlandia            | 1'02"26 | Q    |
| 15   | 4        | 8      | Sanja Jovanović         | Croazia              | 1'02"30 | Q    |
| 16   | 3        | 0      | Justine Ress            | Francia              | 1'02"34 | Q    |
| 17   | 3        | 2      | Alicja Tchórz           | Polonia              | 1'02"47 |      |
| 18   | 3        | 1      | Mathilde Cini           | Francia              | 1'02"51 |      |
| 19   | 4        | 2      | Mercedes Peris          | Spagna               | 1'02"56 |      |
| 20   | 4        | 7      | Ekaterina Tomashevskaya | Russia               | 1'02"82 |      |
| 21   | 3        | 7      | Klaudia Nazieblo        | Polonia              | 1'02"93 |      |
| 22   | 5        | 9      | Jördis Steinegger       | Austria              | 1'03"40 |      |
| 23   | 2        | 3      | Camille Gheorghiu       | Francia              | 1'03"51 |      |
| 24   | 2        | 5      | Sarah Bro               | Danimarca            | 1'03"63 |      |
| 25   | 2        | 2      | Anni Alitalo            | Finlandia            | 1'03"96 |      |
| 26   | 2        | 6      | Ava Schollmayer         | Slovenia             | 1'03"99 |      |
| 27   | 5        | 1      | Alina Vats              | Ucraina              | 1'04"05 |      |
| 28   | 4        | 9      | Marija Kameneva         | Russia               | 1'04"08 |      |
| 29   | 5        | 8      | Beryl Gastadello        | Francia              | 1'04"09 |      |
| 30   | 4        | 0      | Aliaksandra Kavaleva    | Bielorussia          | 1'04"11 |      |
| 31   | 3        | 9      | Magdalena Kuras         | Svezia               | 1'04"13 |      |
| 32   | 5        | 0      | Sviatlana Khakhlova     | Bielorussia          | 1'04"40 |      |
| 33   | 2        | 1      | Ingibjörg Jónsdóttir    | Islanda              | 1'04"46 |      |
| 34   | 2        | 7      | Matea Samardžić         | Croazia              | 1'05"02 |      |
| 35   | 1        | 4      | Kaetlin Sepp            | Estonia              | 1'05"39 |      |
| 36   | 2        | 8      | Sigrid Sepp             | Estonia              | 1'05"61 |      |
| 37   | 2        | 0      | Eva Gliožerytė          | Lituania             | 1'06"57 |      |
| 38   | 1        | 5      | Susanne Hirvonen        | Finlandia            | 1'06"61 |      |
| 39   | 1        | 3      | Amina Kajtaz            | Bosnia ed Erzegovina | 1'07"92 |      |
| —    | 2        | 4      | Věra Kopřivová          | Rep. Ceca            |         | DNS  |
| —    | 3        | 6      | Michelle Coleman        | Svezia               |         | DNS  |
| —    | 3        | 8      | Karin Tomecková         | Slovacchia           |         | DNS  |

### Semifinali

#### Semifinali 1
| Pos. | Corsia | Atleta             | Nazionalità | Tempo   | Note |
| ---- | ------ | ------------------ | ----------- | ------- | ---- |
| 1    | 4      | Mie Nielsen        | Danimarca   | 59"51   | Q    |
| 2    | 5      | Daryna Zevina      | Ucraina     | 1'00"42 | Q    |
| 3    | 2      | Arianna Barbieri   | Italia      | 1'01"03 | Q    |
| 4    | 3      | Elizabeth Simmonds | Regno Unito | 1'01"35 |      |
| 5    | 7      | Duane Da Rocha     | Spagna      | 1'01"53 |      |
| 6    | 6      | Ida Lindborg       | Svezia      | 1'01"66 |      |
| 7    | 1      | Mimosa Jallow      | Finlandia   | 1'02"03 |      |
| 8    | 8      | Justine Ress       | Francia     | 1'02"53 |      |

#### Semifinali 2
| Pos. | Corsia | Atleta           | Nazionalità | Tempo   | Note |
| ---- | ------ | ---------------- | ----------- | ------- | ---- |
| 1    | 5      | Georgia Davies   | Regno Unito | 1'00"18 | Q    |
| 2    | 4      | Katinka Hosszú   | Ungheria    | 1'00"19 | Q    |
| 3    | 6      | Simona Baumrtová | Rep. Ceca   | 1'00"53 | Q    |
| 4    | 3      | Carlotta Zofkova | Italia      | 1'00"60 | Q    |
| 5    | 2      | Daria Ustinova   | Russia      | 1'00"95 | Q    |
| 6    | 1      | Lisa Graf        | Germania    | 1'01"51 |      |
| 6    | 7      | Jenny Mensing    | Germania    | 1'01"51 |      |
| 8    | 8      | Sanja Jovanović  | Croazia     | 1'02"42 |      |

### Finale
| Pos. | Corsia | Atleta           | Nazionalità | Tempo   | Note |
| ---- | ------ | ---------------- | ----------- | ------- | ---- |
|      | 3      | Katinka Hosszú   | Ungheria    | 59"63   |      |
|      | 4      | Mie Nielsen      | Danimarca   | 59"63   |      |
|      | 5      | Georgia Davies   | Regno Unito | 59"74   |      |
| 4    | 6      | Daryna Zevina    | Ucraina     | 1'00"33 |      |
| 5    | 2      | Simona Baumrtová | Rep. Ceca   | 1'00"38 |      |
| 6    | 7      | Carlotta Zofkova | Italia      | 1'00"80 |      |
| 7    | 8      | Arianna Barbieri | Italia      | 1'00"86 |      |
| 8    | 1      | Daria Ustinova   | Russia      | 1'00"90 |      |